# Melhania polyneura
Melhania polyneura är en malvaväxtart som beskrevs av Karl Moritz Schumann. Melhania polyneura ingår i släktet Melhania och familjen malvaväxter. Inga underarter finns listade i Catalogue of Life.